# 杨家桥圣母七苦堂
杨家桥圣母七苦堂是位于江苏省苏州市金阊区三香路的一座天主教教堂，是天主教苏州教区的主教座堂。
杨家桥圣母七苦堂起源于清朝乾隆年间，原为殷姓信徒的私宅圣堂，1860年太平天国战争期间毁于战火，战后的1866年由渔民信徒集资重建，俗称“网船公所”。1887年建造大堂，取名“七苦圣母堂”。
1958年，苏州市社会主义学校占用杨家桥圣母七苦堂，仅在复活节、圣诞节保留宗教活动。文革期间完全停止。其后恢复开放。1991年列为苏州市文物保护单位。